# Новосибирский областной кардиологический диспансер
Новосибирский областной клинический кардиологический диспансер — лечебно-профилактическое медицинское учреждение, расположенное в Заельцовском районе Новосибирска. Организован в 1989 году.

## История
Диспансер был создан на базе городского кардиологического центра приказом МЗ РФ № 8 от 19 января 1989 года («О состоянии и мерах по дальнейшему совершенствованию кардиологической помощи населению РСФСР»).
В 1994 году учреждение переезжает в новое здание, открывается отделение кардиохирургии (30 коек), отделение анестезиологии и реанимации (6 коек), отдел рентгенохирургических методов исследования и операционный блок.
В 1997 году был создан консультативный кабинет артериальной гипертензии и отдел артериальной гипертензии.
В 2001 году количество коек кардиохирургического отделения увеличилось до 45, создаются центры по инвазивной и хирургической аритмологии (30 коек) и рентгенохирургических методов (15 коек).

## Награды
В 1980—1981 годах учреждение награждёно двумя дипломами и медалями ВДНХ за работы «Структура кардиологической службы крупного промышленного города» и «Оценка трёхэтапной системы реабилитации больных инфарктом миокарда».

## Руководство
- Оксана Витальевна Дуничева — главный врач, кандидат медицинских наук.